# Partagás (cigar dominicà)

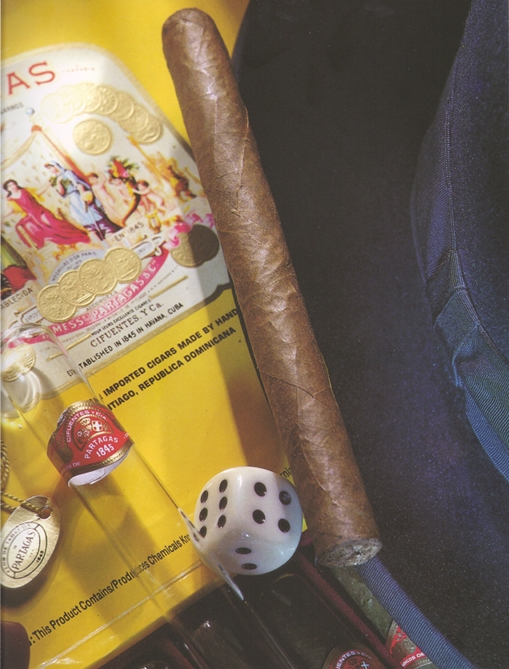
Pur Partagás Dominicà.

El cigar Partagás és, al costat del Macanudo, una de les marques de cigars més famoses venudes per la companyia tabaquera americana General Cigar. Avui en dia es produeixen més de vuit milions de cigars Partagás cada any. La General Cigar va comprar el 1975 aquesta prestigiosa marca cubana fundada el 1845 al seu propietari Ramon Cifuentes. La família Cifuentes controlava Partagás des del 1900. Exiliats de Cuba després de la revolució cubana, Ramon Cifuentes i la seva família van donar per perduda qualsevol possibilitat de recuperar mai les seves possessions a l'Havana, raó per la qual van establir, amb General Cigar, la producció de cigars Partagàs a la República Dominicana juntament amb altres sis noms de marques originals cubanes, de les quals General Cigar posseeix els drets per a la seva comercialització en el mercat d'(Estats Units). Es tracta de Ramon Allan, Cifuentes, Cohiba, La Flor de Cano i Bolívar.

## Història
Ramon Cifuentes va abandonar Cuba el 1961, dos anys després de la Revolució, i la fàbrica Partagás va ser nacionalitzada. L'any 1974 Cifuentes va vendre una part dels drets de la marca Partagás als Estats Units a la General Cigar Company, i sota la seva supervisió es van fabricar purs Partagás no cubans a Jamaica. La fàbrica es traslladà a la República Dominicana el 1979. Inicialment, els purs van destacar per la utilització de capa Camerun, que encara es fa servir en les línies Partagàs, Sèrie S i Limited Reserve. Més recentment, la preferència pels purs de sabor més fort ha portat a la marca a utilitzar capes hondurenyes i mescles de budell de sabor més marcat en les seves sèries Spanish Rosado i Partagás Cifuentes (en record de Ramon Cifuentes, mort el 2000). La línia Black Label utilitza capa Connecticut.

## Sabors
Els Partagás dominicans són uns  cigars amb molt de cos i amb unes belles capes fosques que provenen de fulles de l'Camerun. El budell o farciment és mexicà i dominicà, i els  tirulos  (fulles interiors) són de Mèxic. A més de les sèries estàndard que inclouen, entre d'altres, els Partagás N° 10, els Aristocrat i els Purito, recentment s'han afegit els Partagás Limited Reserve, uns purs de producció limitada, com indica el seu nom, amb només 5.000 purs produïts en els millors anys. Els cigars Royale, Regali, Robust i Epicure són cigars de gran qualitat, tot i que el seu preu és bastant més alt que el de les sèries estàndard. En homenatge a Ramon Cifuentes, la General Cigar ha llançat recentment una nova marca anomenada Cifuentes de Partagàs, que es fabrica a Hondures.

## Cigars i anells de Partagás
| Partagás (REPÚBLICA DOMINICANA) | Partagás (REPÚBLICA DOMINICANA) | Partagás (REPÚBLICA DOMINICANA) | Partagás (REPÚBLICA DOMINICANA) |
| Nom                             | Llargada                        | Calibre                         | Anell                           |
| ------------------------------- | ------------------------------- | ------------------------------- | ------------------------------- |
| Robust                          | 114 mm                          | 49                              | Robust                          |
| N °. 4                          | 127 mm                          | 38                              | Panetela Talla                  |
| Naturals                        | 140 mm                          | 50                              | Robust                          |
| N °. 2                          | 146 mm                          | 43                              | Corona                          |
| Saborós                         | 149 mm                          | 44                              | Corona Llarga                   |
| Aristocrat                      | 152 mm                          | 50                              | Belicoso                        |
| Fabulós                         | 178 mm                          | 52                              | Doble Corona                    |
| N °. 9                          | 216 mm                          | 47                              | Gegant                          |
|                                 |                                 |                                 |                                 |